# Зойберсдорф
Зойберсдорф (нім. Seubersdorf) — громада в Німеччині, розташована в землі Баварія. Підпорядковується адміністративному округу Верхній Пфальц. Входить до складу району Ноймаркт.
Площа — 68,29 км2. Населення становить 5254 ос. (станом на 31 грудня 2020).